# Saint-Robert (Corrèze)
Saint-Robert (okzitanisch Sent Robèrt) ist ein Ort und eine französische Gemeinde mit 294 Einwohnern (Stand 1. Januar 2022) im Département Corrèze in der Region Nouvelle-Aquitaine. Saint-Robert ist Mitglied der Vereinigung der schönsten Dörfer Frankreichs.

## Lage und Klima
Die Gemeinde Saint-Robert liegt am südwestlichen Rand des Zentralmassivs unmittelbar an der Grenze zum Département Dordogne in einer Höhe von ca. 330 m. Das Flüsschen Elle verläuft an der südöstlichen Gemeindegrenze. Die Stadt Tulle liegt ungefähr 54 km (Fahrtstrecke) östlich; Brive-la-Gaillarde befindet sich etwa 27 km südöstlich. Das Klima ist gemäßigt; Regen (ca. 845 mm/Jahr) fällt übers Jahr verteilt.

## Bevölkerungsentwicklung
| Jahr      | 1800 | 1851 | 1901 | 1954 | 1999 | 2016 |
| --------- | ---- | ---- | ---- | ---- | ---- | ---- |
| Einwohner | 495  | 619  | 562  | 391  | 334  | 312  |

Die Reblauskrise und der Mehltaubefall im Weinbau Ende des 19. und die zunehmende Mechanisierung der Landwirtschaft seit der Mitte des 20. Jahrhunderts haben zu einem Verlust von Arbeitsplätzen und zu einem konstanten Bevölkerungsrückgang geführt.

## Wirtschaft
Die Bewohner des Ortes lebten bis zur Mitte des 20. Jahrhunderts weitgehend als Selbstversorger von der Landwirtschaft, wobei vor allem die Viehzucht eine dominierende Rolle spielte.

## Geschichte
Der Ort entstand im Zusammenhang mit der Gründung eines Priorats der ca. 250 km östlich gelegenen Abtei La Chaise-Dieu im ausgehenden 11. Jahrhundert. Bereits im 14. Jahrhundert endete das monastische Leben und die Klostergebäude wurden – mit Ausnahme der Kirche – in den nachfolgenden Jahrhunderten abgetragen. Während der Hugenottenkriege (1562–1598) wurde das Kirchenschiff zerstört; hinter der Apsis entstand ein schmuckloser Flucht- und/oder Wehrturm mit kreuzförmigen Schießscharten.

## Sehenswürdigkeiten
- Die ehemalige Prioratskirche und heutige Pfarrkirche Saint-Robert ist dem hl. Robert von Turlande, dem Gründer der Abtei La Chaise-Dieu, geweiht; mit ihrem Bau wurde im ausgehenden 11. Jahrhundert begonnen, um das Jahr 1130 wurde sie fertiggestellt. Die aus exakt behauenen Steinen errichtete Chorpartie ist als Umgangschor mit angrenzenden Kapellen ausgebildet, wohingegen das im 19. Jahrhundert wieder aufgebaute Langhaus nur einschiffig ist und aus nur grob behauenen Steinen besteht; beide Teile sind tonnengewölbt. Die Bedeutung der beiden Querschiffarme wird durch Kapellenanbauten besonders hervorgehoben. Die Kirche ist seit dem Jahr 1862 als Monument historique anerkannt.[1]

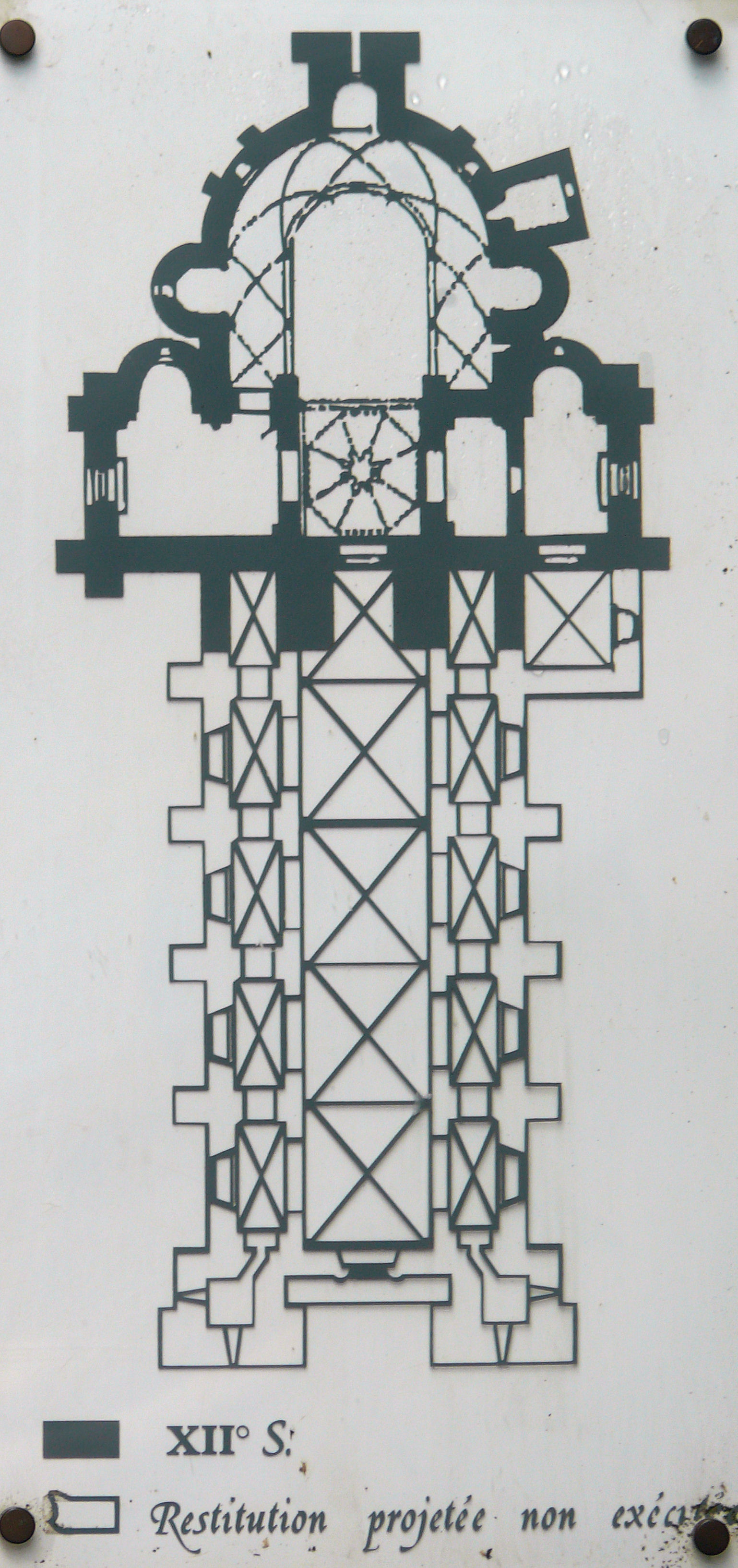
Église Saint-Robert – Grundriss
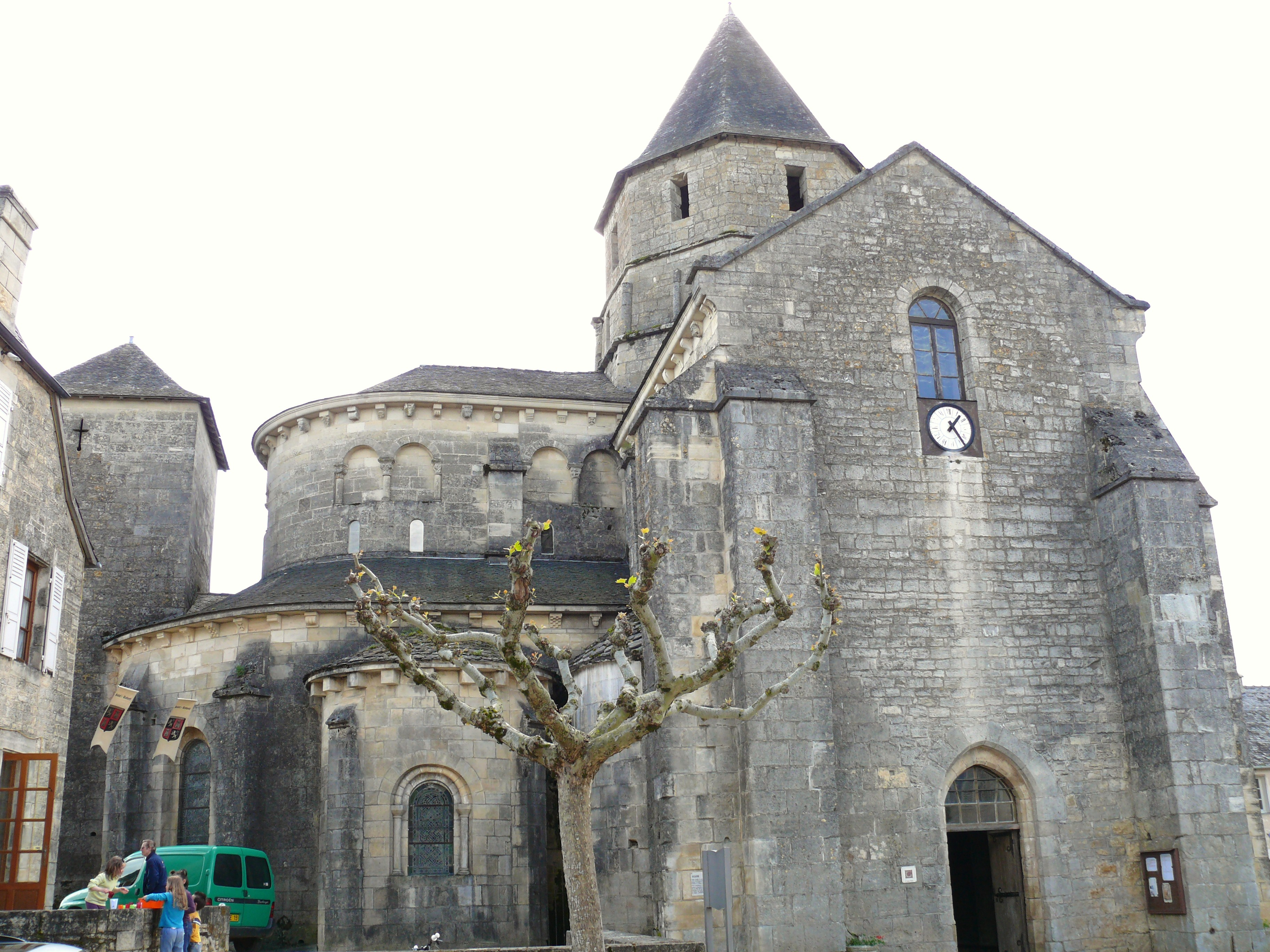
Église Saint-Robert von Westen
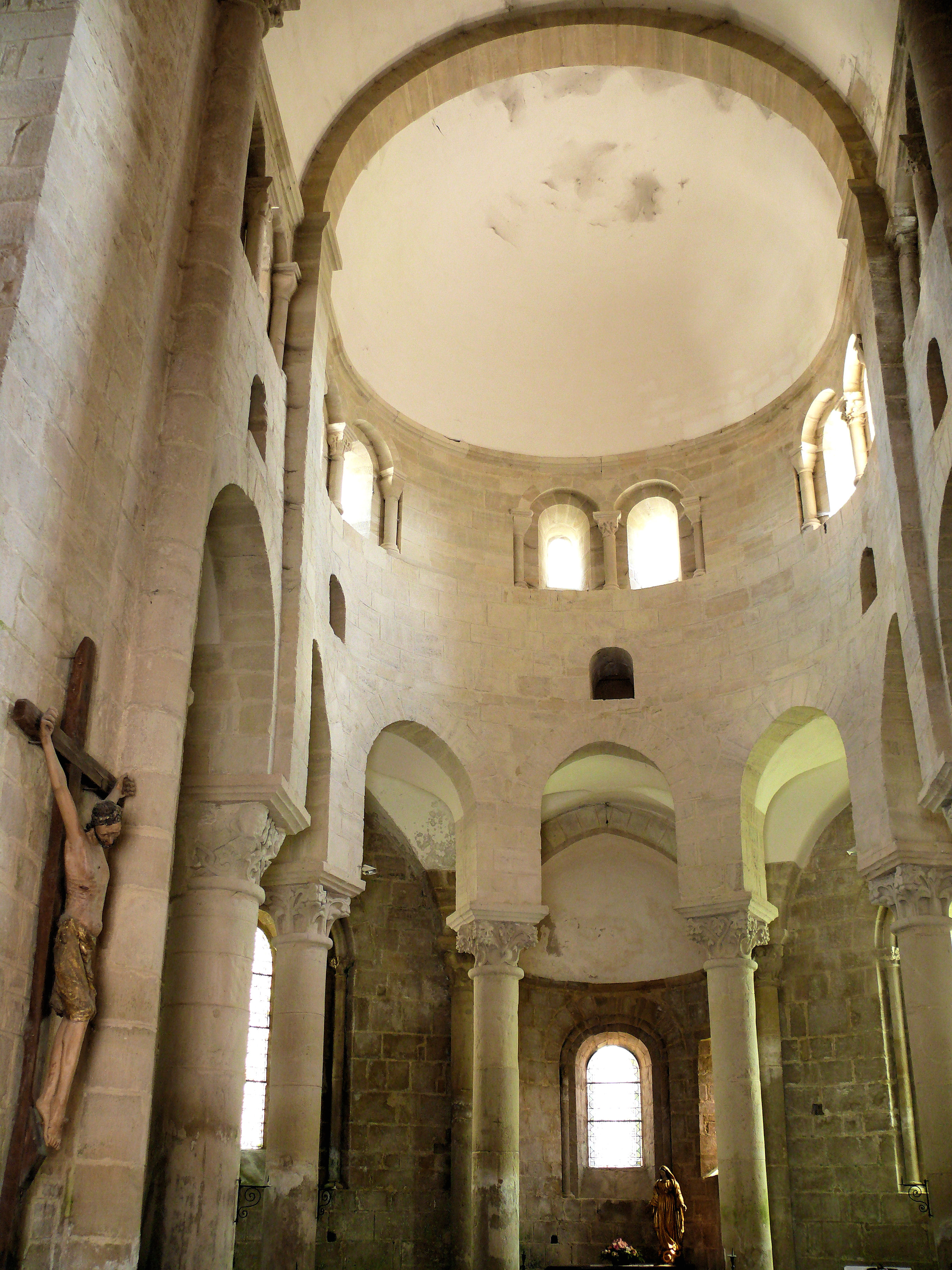
Église Saint-Robert – Chor
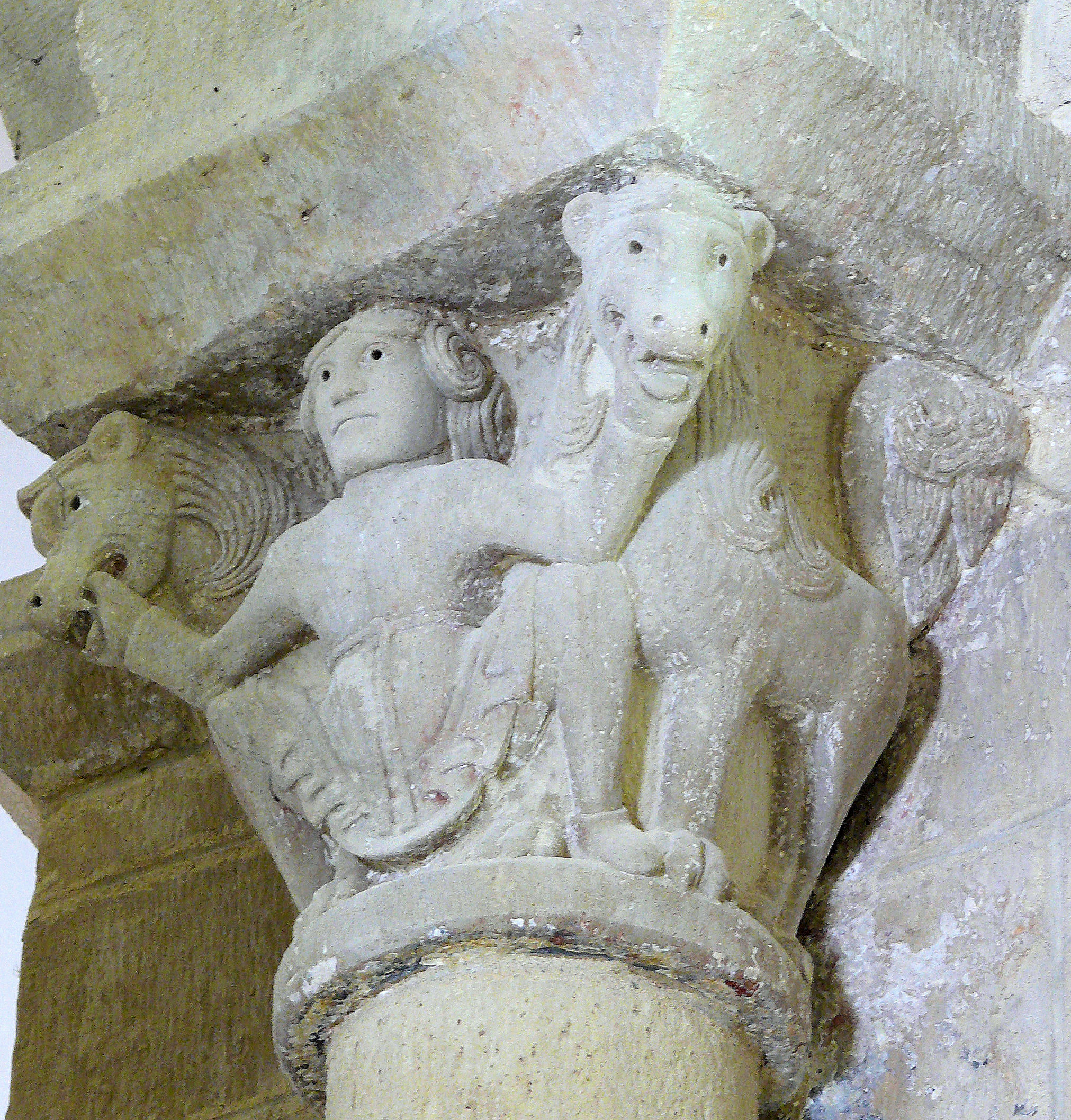
Église Saint-Robert – Kapitell
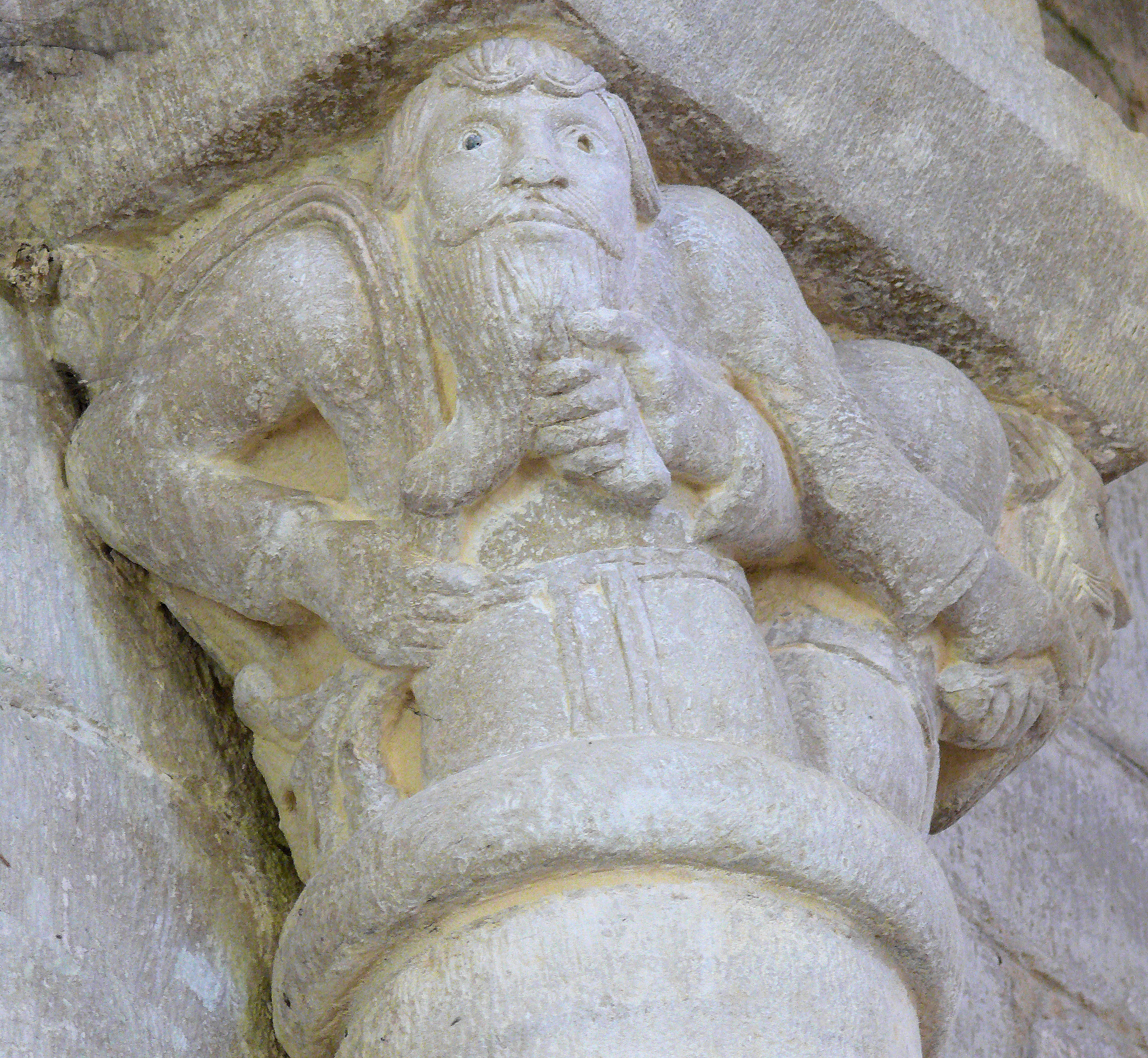
dto.

- Ein auf dem Kirchvorplatz stehendes schlankes schmiedeeisernes Kreuz aus dem 16. oder 17. Jahrhundert ist ebenfalls als Monument historique eingestuft.[2]
- Im Ort stehen mehrere imposante Häuser aus Natursteinen – darunter auch das mit Kreuzstockfenstern ausgestattete Château Verneuil.

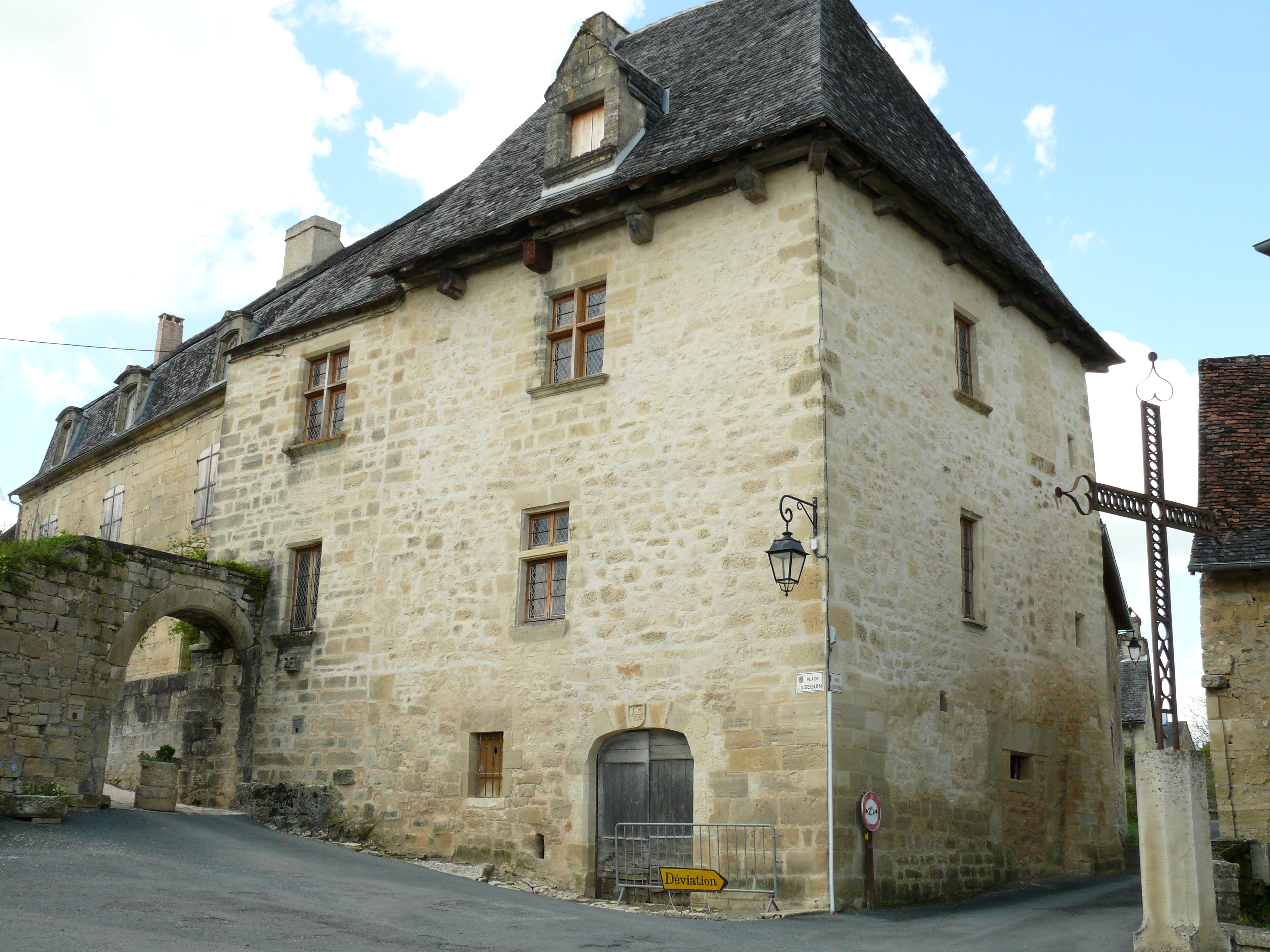
Château Verneuil
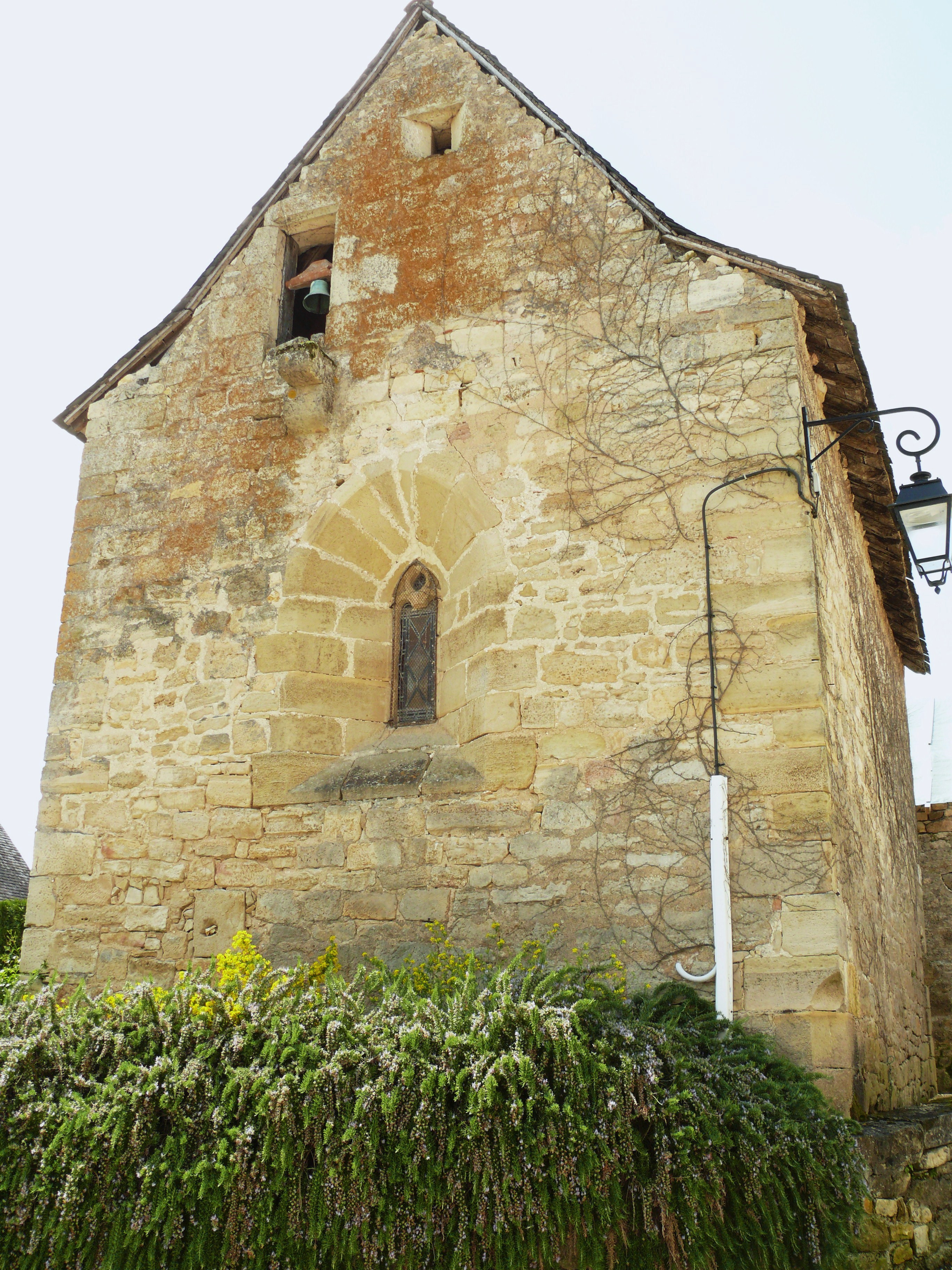
Chapelle du château Verneuil
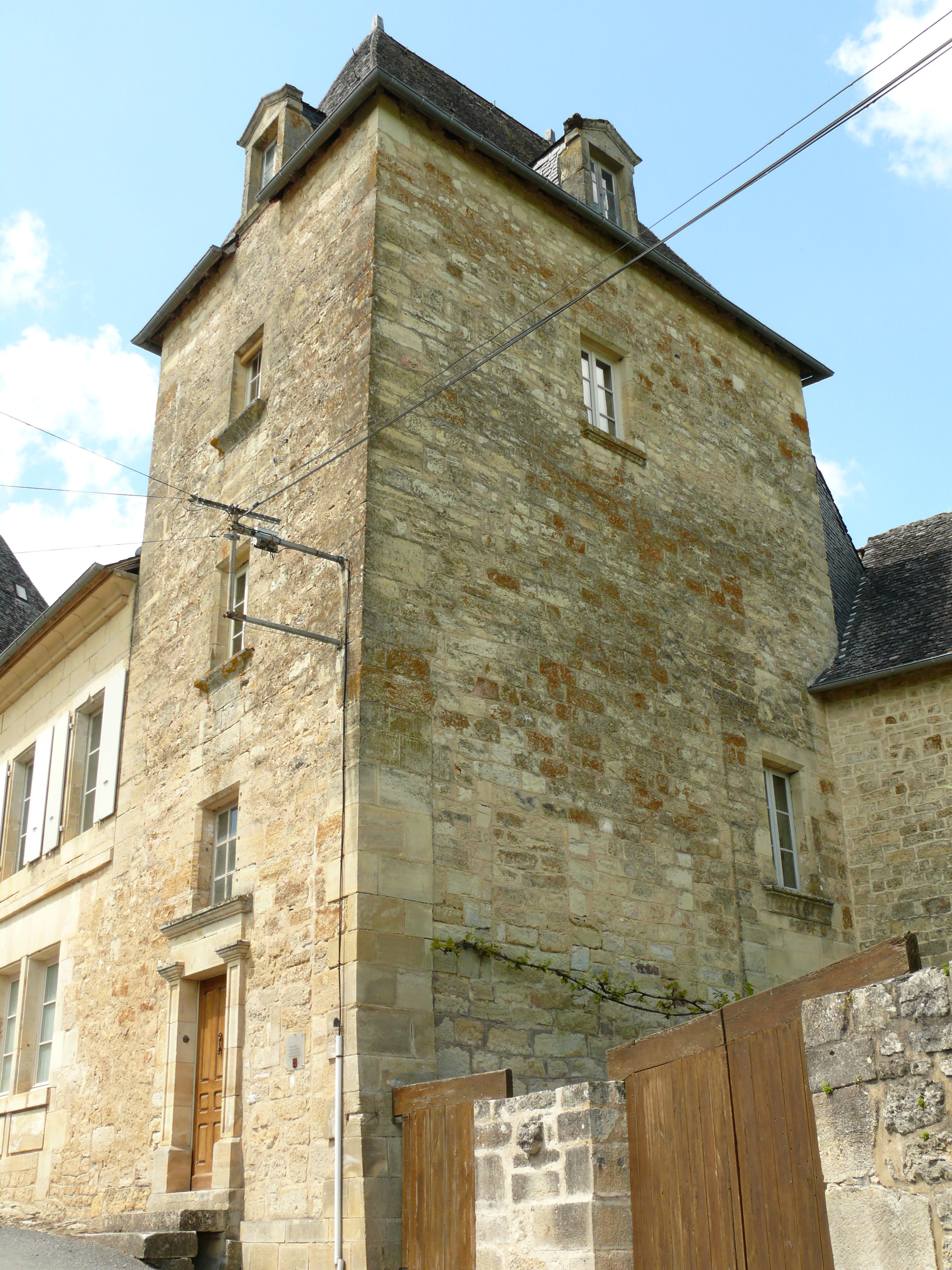
Maison Seguin
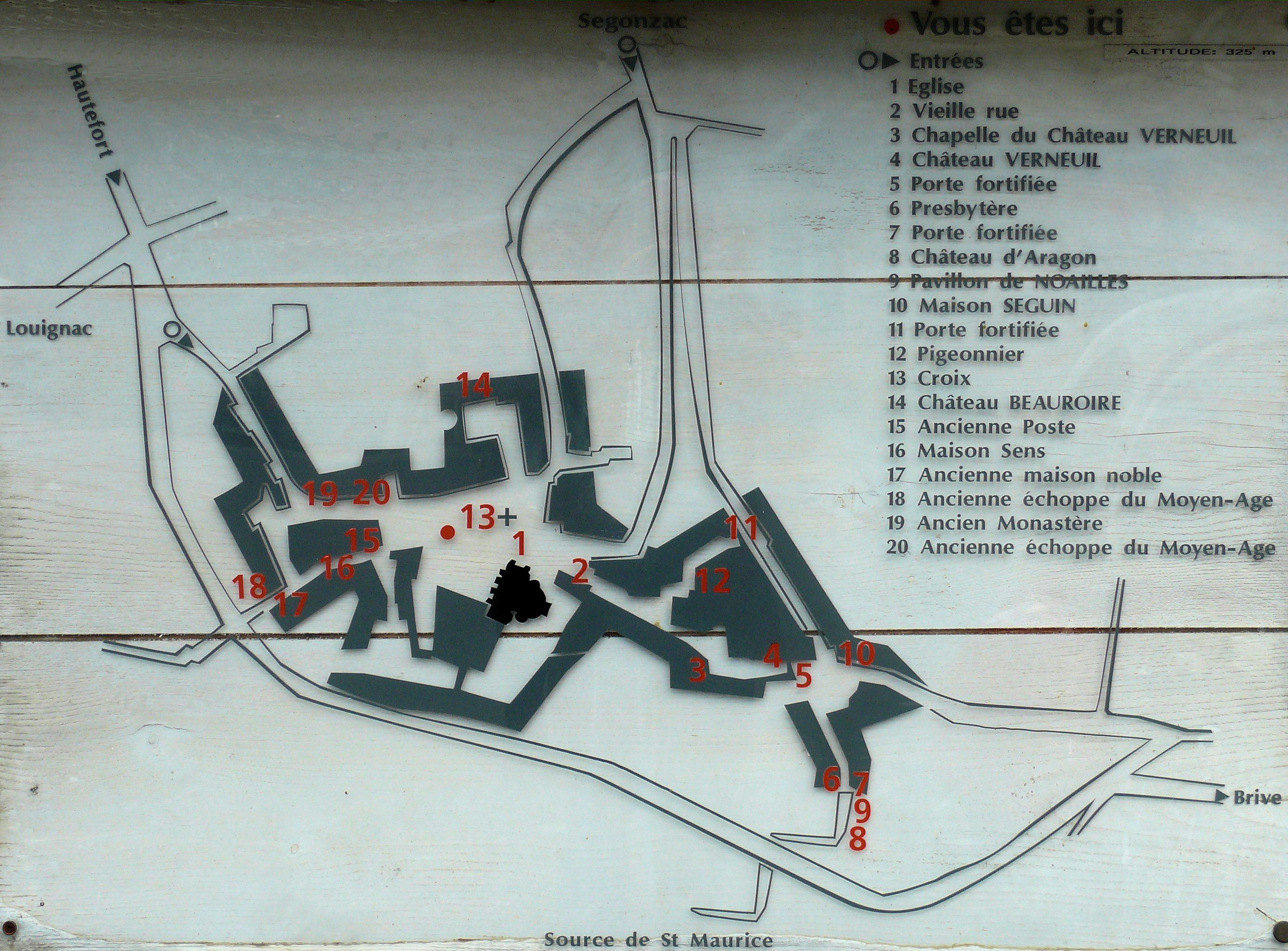
Plan de Saint-Robert

## Kultur
Jeden Sommer gibt es seit 1972 ein großes Festival der klassischen Musik – der „musikalische Sommer von Saint-Robert“ (L’Été Musical de Saint Robert). Im Jahr 1984 drehte  Philippe Monnier in Saint Robert die sechsteilige TV-Serie Des grives aux loups („Erbe der Väter“, Erstausstrahlung 1989) nach einer Romanvorlage von Claude Michelet.

## Persönlichkeiten
- Henri-Pierre Roché (1879–1959), Schriftsteller, lebte längere Zeit in Saint Robert.